# Anax guttatus
Anax guttatus – gatunek dużej ważki z rodziny żagnicowatych (Aeshnidae). Występuje w Azji, Australii i Afryce. Długość ciała 8 cm, rozpiętość skrzydeł 11 cm. Gatunek migrujący.